# Arquidiocese da Cidade do Cabo
A Arquidiocese da Cidade do Cabo (em latim: Archidioecesis Civitatis Capitis) é uma jurisdição eclesiástica ou arquidiocese da Igreja Católica localizada na Cidade do Cabo, na região sudoeste da África do Sul. A igreja principal da arquidiocese e a localização da cátedra do arcebispo é a Catedral de Nossa Senhora do Desterro, que também serve como padroeira da arquidiocese.

## História
A Arquidiocese da Cidade do Cabo tem uma rica história que remonta ao seu estabelecimento como o Vicariato Apostólico do Cabo da Boa Esperança (e territórios adjacentes) em 18 de junho de 1818, pelo Papa Pio VII. Foi formada pela divisão de territórios da então Prelazia Territorial de Moçambique e da Diocese de Tomé.
Em 4 de abril de 1819, expandiu seu território ao ganhar terras da suprimida Prefeitura Apostólica de Nova Holanda.
Ao longo dos anos, passou por várias mudanças em seus limites territoriais. Em 1834, o Vicariato Apostólico de Nova Holanda e Van Diemen's Land foi previsto, resultando em uma perda de território. Além disso, em 6 de junho de 1837, o Vicariato Apostólico de Maurício foi formado, diminuindo ainda mais o território da arquidiocese.
Foi renomeado Vicariato Apostólico do Cabo da Boa Esperança, Distrito Ocidental, em 30 de julho de 1847, perdendo território para estabelecer o Vicariato Apostólico do Cabo da Boa Esperança, Distrito Oriental.
Em 3 de agosto de 1874, perdeu território para estabelecer a Prefeitura Apostólica do Cabo da Boa Esperança, Distrito Central.
Foi renomeado Vicariato Apostólico da Cidade do Cabo em 13 de junho de 1939.
O Papa Pio XII elevou-a à categoria de arquidiocese metropolitana em 11 de janeiro de 1951.
Em 18 de agosto de 1986, perdeu território para estabelecer a Missão sui juris de Santa Helena, Ascensão e Tristão da Cunha na sua costa atlântica.

## Prelados
|                   | Nome                                 | Período    | Notas                            |
| Arcebispos        | Arcebispos                           | Arcebispos | Arcebispos                       |
| ----------------- | ------------------------------------ | ---------- | -------------------------------- |
| 4º                | Stephen Cardeal Brislin              | 2009-2024  | Nomeado Arcebispo de Joanesburgo |
| 3º                | Lawrence Patrick Henry               | 1990-2009  |                                  |
| 2º                | Stephen Naidoo, CSsR                 | 1984-1989  |                                  |
| 1º                | Owen Cardeal McCann                  | 1951-1984  |                                  |
| Bispos            |                                      |            |                                  |
| 7º                | Owen McCann                          | 1950-1951  | Elevado à Arcebispo              |
| 6º                | Francis Hennemann, S.A.C.            | 1933-1949  |                                  |
| 5º                | Bernard Cornelius O'Riley            | 1925-1932  |                                  |
| 4º                | John Rooney                          | 1908-1924  |                                  |
| 3º                | John Leonard                         | 1872-1908  |                                  |
| 2º                | Thomas Grimley                       | 1862-1871  |                                  |
| 1º                | Patrick Raymond Griffith, O.P.       | 1847-1862  |                                  |
| Bispo coadjutor   |                                      |            |                                  |
|                   | Thomas Grimley                       | 1860-1862  |                                  |
| Bispos auxiliares |                                      |            |                                  |
|                   | Sylvester Anthony John David, O.M.I. | 2019-      | Atual                            |
|                   | Reginald Michael Cawcutt             | 1992-2002  |                                  |
|                   | Lawrence Patrick Henry               | 1987-1990  | Elevado à Arcebispo              |
|                   | Stephen Naidoo, CSsR                 | 1974-1984  | Elevado à Arcebispo              |